# Bachov apsolutizam
Bachov apsolutizam - razdoblje između 1852. i 1859. godine nazvano po imenu austrijskog ministra unutarnjih poslova Alexandera Bacha za režim u tadašnjem Austrijskom Carstvu poznat po centralizaciji i germanizaciji (u Hrvatskoj je ukinut Sabor, samouprava županija, a uveden je njemački kao službeni jezik). Naziv je za sustav vladavine u Carstvu u desetogodišnjem razdoblju poslije revolucije 1848. – 1849.

## Kraljevina Hrvatska
U Hrvatskoj su u početnoj fazi raspušteni Bansko vijeće i Hrvatski sabor, ukinuta samouprava županija i uvedeno oružništvo. Od 1852. započinje doba otvorenog apsolutizma te je Hrvatska u cijelosti u pravnom smislu izjednačena s ostalim austrijskim zemljama: zabrana uporabe hrvatske zastave, podjela na pet okružja na čelu s predstojnicima (1854.), otvorena germanizacija i zatiranje hrvatskoga jezika. Bachov apsolutizam negativno se odrazio na rodoljubiv zanos političara ilirskoga pokreta te postupno ustupio mjesto realnijim sagledavanjima konkretnih političkih prilika. U doba apsolutizma izgrađuje se osnova politike koja će nakon ukinuća apsolutizma postati nosiocem političkoga razvoja u Hrvatskoj. Bachov apsolutizam definitivno je srušen nakon teških poraza austrijske vojske na talijanskom bojištu kod Magente i Solferina (1859.), Listopadskom diplomom (1860.).